# Suez (empresa)

Logo

Suez foi um grupo industrial franco-belga, um dos líderes mundiais nas áreas de energia elétrica, gás, água e saneamento. O grupo fundiu-se em 2008 com a Gaz de France, dando origem à GDF Suez (actualmente Engie) e à Suez Environnement.
O grupo originou-se da Compagnie universelle du canal maritime de Suez, criada em 1858 por Ferdinand de Lesseps, para construir e explorar o canal de Suez. O canal de 160 km, entre o mar Mediterrâneo e o mar Vermelho, foi inaugurado em 1869.
Em 1956, o canal foi nacionalizado, por decisão do presidente egípcio Gamal Abdel Nasser, e o patrimônio da Compagnie no Egito foi transferido para a Suez Canal Authority, uma agência estatal egípcia, o que resultou na crise de Suez. Após a intervenção da ONU, o governo egípcio concordou em pagar milhões de dólares aos acionistas da companhia, que tinha a concessão para explorar o canal até 1968. Renomeada Compagnie financière de Suez em 1958, a companhia diversificou seus investimentos em diversos setores da economia.